# Leendert van Duijn
Leendert van Duijn (Katwijk aan Zee, 11 november 1862 - 27 januari 1925) was van 1896 tot 1920 burgemeester van de Nederlandse gemeente Bunschoten. Leendert was zoon van Leendert van Duijn en Antje Vooijs. Met zijn vrouw Adriana Pieternella Klap kreeg hij vier kinderen.
In 1896 volgde hij Wouterus Beukers op als burgemeester van Bunschoten. Van Duijn was lid van de ARP. Van Duijn woonde in de burgemeesterswoning op het adres Dorpsstraat 90 in Bunschoten. Van hem is een welkomsttelegram uit ongeveer 1900 aan Paul Kruger bewaard gebleven. Van Duijn was burgemeester van Bunschoten ten tijde van de Stormvloed van 1916, waarbij hij ook koningin Wilhelmina ontving in Spakenburg.
In 1920 werden zijn ambtsketens overgenomen door zijn opvolger en partijgenoot Pieter Leonard de Gaay Fortman.